# Чайлдерс, Эмбир
Э́мбир Си Ча́йлдерс (англ. Ambyr C. Childers; род. 18 июля 1988, Коттонвуд, Аризона) — американская актриса.

## Биография
Эмбир Си Чайлдерс родилась 18 июля 1988 года в Коттонвуде (штат Аризона, США), а выросла в Мурриэте (штат Калифорния). У Эмбир есть две сестры.

## Карьера
Эмбир дебютировала в кино в 2000 году, сыграв роль путешественницы № 2 в эпизоде «Умный лагерь» телесериала «Л.А. 7». Всего Чайлдерс сыграла в 16-ти фильмах и телесериалах.

## Личная жизнь
В 2009—2017 годы Эмбир была замужем за кинопродюсером Рэндоллом Эмметтом. У бывших супругов есть две дочери — Лондон Тея Эмметт (род .02.02.2010) и вторая дочь, Райли (род. в ноябре 2013).

## Фильмография
| Год       |   | Русское название       | Оригинальное название | Роль                      |
| --------- | - | ---------------------- | --------------------- | ------------------------- |
| 2000      | с | Л.А. 7                 | L.A. 7                | путешественница № 2       |
| 2003      | ф | Каролина               | Carolina              | Каролина Марабо в детстве |
| 2006—2008 | с | Все мои дети           | All My Children       | Колби Чэндлер             |
| 2011      | ф | Подстава               | Setup                 | официантка Хэйли          |
| 2012      | ф | Фортуна Вегаса         | Lay the Favorite      | регистраторша             |
| 2012      | ф | Воспроизведение        | Playback              | Райли                     |
| 2012      | ф | Фрилансеры             | Freelancers           | Илейн Моррисон            |
| 2012      | ф | Мастер                 | The Master            | Элизабет Додд             |
| 2013      | ф | Мы такие, какие есть   | We Are What We Are    | Айрис Паркер              |
| 2013      | ф | Охотники на гангстеров | Gangster Squad        | блондинка                 |
| 2013      | ф | Город порока           | Broken City           | Мэри                      |
| 2013      | с | Рэй Донован            | Ray Donovan           | Эшли Ракер                |
| 2015      | ф | Добро пожаловать в рай | Vice                  | Келли                     |